# Katey Sagal
Katey Sagal, właściwie Catherine Louise Sagal (ur. 19 stycznia 1954 w Los Angeles) – amerykańska aktorka, piosenkarka, autorka tekstów i pisarka. Rozpoznawalność zapewniła jej rola Peggy Bundy, w sitcomie Fox Świat według Bundych (1987–1997), postać Leeli, w animowanym sitcomie fantastycznonaukowym Futurama (1999–2003, 2008–2013) oraz Cate S. Hennessy w sitcomie ABC 8 prostych zasad (2002–2005). Rola Gemmy Teller Morrow w serialu Fox Synowie Anarchii (2008–2014) przyniosła jej Złoty Glob dla najlepszej aktorki w serialu dramatycznym w 2011.

## Życiorys

### Wczesne lata
Urodziła się w Los Angeles w Kalifornii w rodzinie związanej z show businessem jako jedno z pięciorga dzieci. Miała dwóch braci Joego i Davida oraz dwie młodsze siostry bliźniaczki, Barbarę Jean i Elizabeth (ur. 9 października 1961). Jej ojciec, Boris Sagal, był rosyjsko-żydowskim imigrantem, który pracował jako reżyser i zmarł w 1981 roku w wypadku na planie miniserialu NBC III wojna światowa (World War III) z Davidem Soulem. Jej matka, Sara Zwilling była piosenkarką (pseudonim Sara Macon) i scenarzystką telewizyjną, która zmarła na chorobę układu krążenia w 1975. Po śmierci matki, ojciec w 1977 poślubił Marge Champion, tancerkę i aktorkę. Dorastała w sekcji Kanionu Mandeville w Brentwood w Los Angeles. Studiowała w The California Institute of the Arts w Valencii w dzielnicy Santa Clarita w Kalifornii.
Jej ojciec chrzestny, Norman Lear, to producent telewizyjny i scenarzysta.

### Kariera
Po raz pierwszy trafiła przed kamery jako pacjentka w dreszczowcu telewizji ABC The Failing of Raymond (1971) z Jane Wyman i Deanem Stockwellem w reżyserii jej ojca. Wystąpiła gościnnie jako młoda pielęgniarka w serialu medycznym NBC The Bold Ones: The New Doctors (1972) z E.G. Marshallem i Johnem Saxonem oraz była sekretarką w jednym z odcinków detektywistycznego serialu NBC Columbo (1973) – pt. „Kandydat do zbrodni” (Candidate for Crime), który wyreżyserował jej ojciec.
Od 1973 została wokalistką wspomagającą dla wielu znanych artystów, takich jak Bob Dylan, Bette Midler, Gene Simmons, Tanya Tucker i Olivia Newton-John. Następnie, w 1975, dołączyła do zespołu rockowego The Group with No Name.
Pierwszą ważną rolą była felietonistka Jo Tucker w sitcomie CBS Mary (1985–1986) z Mary Tyler Moore. Wkrótce została obsadzona w roli Margaret „Peg/Peggy” Wanker Bundy, seksownej i zawsze perfekcyjnie wystylizowanej żony pracownika sklepu obuwniczego, która uwielbia wydawać pieniądze męża – wielbicielki The Oprah Winfrey Show i The Phil Donahue Show, zajadającej się popcornem, czekoladkami i popalającej papierosy w sitcomie Fox Świat według Bundych (1987–1997), za którą dwukrotnie była nominowana do Złotego Globu dla najlepszej aktorki w serialu komediowym lub musicalu.
W 1998 Matt Groening wybrał ją jako głos postaci fioletowowłosej zmutowanej kapitan statku kosmicznego, Leeli w animowanym sitcomie fantastycznonaukowym Futurama (1999–2003, 2008–2013). Wystąpiła jako Edna Hyde, matka Stevena (Danny Masterson) w trzech odcinkach sitcomu Różowe lata siedemdziesiąte (1999). W sitcomie ABC 8 prostych zasad (2002–2005) została obsadzona jako Cate S. Hennessy, żona Paula (John Ritter). W 2011 otrzymała Złoty Glob dla najlepszej aktorki w serialu dramatycznym za rolę Gemmy Teller Morrow w serialu Fox Synowie Anarchii (2008–2014).

## Filmografia
| Rok       | Tytuł                                      | Rola                           | Uwagi |
| 1971      | The Failing of Raymond                     | pacjentka                      | |
| 1973      | Columbo                                    | sekretarka                     | odcinek: „Candidate for Crime”                                                                                               |
| 1974      | Larry                                      | kasjerka                       | |
| 1975      | The Dream Makers                           | bezrobotna managerka           | |
| 1985–1986 | Mary                                       | Jo Tucker                      | |
| 1987      | Dziewczyna na posyłki                      | Louise                         | |
| 1987–1997 | Świat według Bundych                       | Peggy Bundy                    | 4 nominacje do Złotego Globu                                                                                                 |
| 1987–1997 | Świat według Bundych                       | Śmierć                         | odcinek: „Take My Wife, Please”                                                                                              |
| 1987–1997 | Świat według Bundych                       | królewna Scarlett              | odcinek: „Peggy and the Pirates”                                                                                             |
| 1988      | Dobra matka                                | Ursula                         | |
| 1990      | Opowieści z krypty                         | Ms. Kilbasser                  | odcinek: „For Cryin’ Out Loud”                                                                                               |
| 1990      | Mother Goose Rock ‘n’ Rhyme                | Mary Quite Contrary            | |
| 1991      | Oskarżona o zabójstwo                      | Susan Essex                    | |
| 1995      | Duckman: Private Dick/Family Man           | matka Duckmana                 | odcinek: „The Germ Turns” |
| 1995      | Nachtshow                                  |                                | odcinek: „February 10, 1995”                                                                                                 |
| 1995      | Droga łez                                  | Annie Cook                     | |
| 1996      | Space Cases                                | Ma                             | odcinek: „Mother Knows Best”                                                                                                 |
| 1997–2000 | Byle do przerwy                            | Flo Spinelli                   | głos, odcinki: „Parents’ Night” „Swing on Thru to the Other Side” „Weekend at Muriel’s” „Dance Lessons” „More Like Gretchen” |
| 1998      | Życiowa szansa                             | Irene Dunbar                   | |
| 1998      | Mr. Headmistress                           | Harriet Magnum                 | |
| 1999–2013 | Futurama                                   | Turanga Leela                  | głos |
| 1999      | Inteligentny dom                           | Pat                            | |
| 1999      | Różowe lata siedemdziesiąte                | Edna Hyde                      | odcinki: „Career Day” „Prom Night” „Punk Chick”                                                                              |
| 1999      | Miłość ponad wszystko                      | Ellen Young                    | |
| 2000      | Tucker                                     | Claire Wennick                 | odcinki: „Pilot” „Seth Green with Envy” „Everybody Dance Now”                                                                |
| 2000      | Dropping Out                               | Wendy                          | |
| 2001      | The Geena Davis Show                       | Ashley                         | odcinek: „Girls’ Night Out”                                                                                                  |
| 2001      | Wakacje. Żegnaj szkoło                     | Flo Spinelli                   | głos |
| 2002      | 8 prostych zasad (2002–2005)               | Kate Hennessy                  | Prism Awards (wygrana) |
| 2002      | Imagine That                               | Barb Thompson                  | |
| 2002      | Following Tildy                            | Connie St. John                | |
| 2004      | Anioły w mieście                           | Jo                             | |
| 2004      | Opowieści z Kręciołkowa                    | Monica                         | głos, odcinki: „Great Un-Expectations/Snow Dazed” „Smells Like a Myster/Ship Ahoy!” „Wayne’s Day Out”                        |
| 2005      | Szkolna gazetka                            | Naomi Jacobs                   | |
| 2005      | Trzech cwaniaków                           | Shirley Crown                  | |
| 2005      | Zaklinacz dusz                             | Francie Lewis                  | odcinek: „Undead Comic” |
| 2005–2006 | Zagubieni                                  | Helen                          | odcinki: „Orientation” „Lockdown”                                                                                            |
| 2006      | Orły z Bostonu                             | Barbara Little                 | odcinki: „New Kids on the Block” „Desperately Seeking Shirley” „Fine Young Cannibal” „Whose God Is It Anyway?” „The Verdict” |
| 2006      | The Search for the Funniest Mom in America | Host                           | |
| 2006      | I’m Reed Fish                              | Maureen                        | |
| 2007      | The Winner                                 |                                | odcinek: „Hot for Teacher”                                                                                                   |
| 2007      | The Shield: Świat glin                     | Nancy Gilroy                   | odcinki: „Grave” „Exiled” |
| 2007      | Futurama: Wielka wyprawa Bendera           | Turanga Leela                  | głos animowany |
| 2008      | Eli Stone                                  | Marci Klein                    | odcinki: „Patience” „Waiting For That day”                                                                                   |
| 2008      | CSI: Kryminalne zagadki Las Vegas          | Annabelle Bundt Natasha Steele | odcinek: „Two and a Half Deaths”                                                                                             |
| 2008      | Futurama: Potwór o miliardzie grzbietów    | Turanga Leela                  | głos animowany |
| 2008      | Synowie anarchii (2008–2014)               | Gemma Teller Morrow            | |
| 2008      | Futurama: Gra Bendera                      | Turanga Leela                  | głos animowany |
| 2009      | Futurama: W zielonej dzikiej dali          | Turanga Leela                  | głos animowany |
| 2009      | Star-ving                                  | Peggy Bundy                    | odcinek: „Married with Children”                                                                                             |
| 2010      | Zagubieni                                  | Helen Norwood                  | odcinki: „The Substitute” „The Candidate”                                                                                    |

## Nagrody
- Złoty Glob Najlepsza aktorka w serialu dramatycznym: 2010 Synowie Anarchii